# Stacja robocza

## Znaczenie popularne
W popularnym znaczeniu stacja robocza to każdy komputer przeznaczony do bezpośredniej pracy (w odróżnieniu od serwera, który tylko udostępnia zdalnie jakieś usługi i zasoby). W szczególności w sieciach komputerowych mianem tym określa się każdy komputer, który jest do tej sieci podłączony, a który nie służy wyłącznie do jej obsługi. W tym znaczeniu pokrywa się to z terminem komputer osobisty.

## Znaczenie fachowe

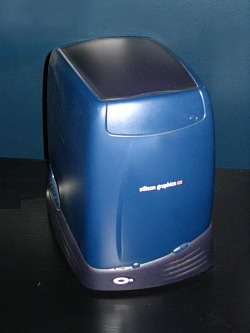
Stacja robocza SGI O2

W fachowej terminologii stacja robocza to wysokiej klasy komputer o wyższej wydajności niż komputer osobisty, szczególnie ze względu na możliwość przetwarzania grafiki komputerowej, moc obliczeniową i wielowątkowość. Jedną z pierwszych takich stacji była 3Station firmy 3Com. Poza tym stacje robocze konstruowali Apollo Computer i Sun Microsystems (stacje uniksowe oparte na procesorze Motorola 68000).

### Elementy stacji roboczej
Dzisiejsze stacje robocze wykorzystują interfejs SCSI lub światłowodowy do obsługi dysków twardych, wysokiej klasy akceleratory grafiki 3D, jeden lub więcej procesorów 64-bitowych i spore zasoby pamięci operacyjnej. Ze względu na stosunkowo wysokie temperatury pracy konieczne są też zaawansowane systemy chłodzenia.

### Zacieranie granic pomiędzy stacjami roboczymi a PC
Stacje robocze z reguły są kilkakrotnie droższe od komputerów osobistych, często ich cena jest porównywalna np. z nowym samochodem. Wiąże się to z wykorzystaniem droższych komponentów, które działają szybciej od tych dostępnych powszechnie. W ostatnich czasach obserwuje się jednak tendencję do zubożania stacji roboczych i wykorzystywania w nich standardowych elementów, aby były tańsze i pozyskały większą liczbę klientów. Często prowadzi to do sytuacji, że stacja ma niższą wydajność niż komputer osobisty, a mimo to ciągle jest od niego droższa.

### Wykorzystanie stacji roboczych
Stacje robocze wykorzystuje się wszędzie tam, gdzie potrzeba znacznie większej wydajności, niż jest w stanie zapewnić pojedynczy PC. Przykładem ich zastosowania są projekty i badania naukowe, ale też (a właściwie głównie) zastosowania komercyjne, np. tworzenie animacji i filmów (zob. Silicon Graphics), gier komputerowych itp. Ze względu na wysoką cenę, stosunkowo niewielu twórców wykorzystuje stacje robocze, często osiągając już wystarczające efekty przy użyciu wysokiej klasy PC.